# دانیل استوارت
دانیل استوارت (انگلیسی: Danielle Stewart؛ زادهٔ ۲۹ ژوئیهٔ ۱۹۸۱) بازیکن سافت‌بال اهل استرالیا است.